# El camino difícil (novela)
El camino difícil es una novela del escritor británico Lee Child, siendo el décimo libro de la serie de Jack Reacher. Fue editado en España por la editorial RBA, con traducción de Magdalena Palmer.

## Sinopsis
En Nueva York, un Mercedes llama la atención de Jack Reacher, el mejor cazador de hombres del mundo. Nunca se le ha escapado ninguna presa. Pero, por primera vez, anda perdido. Un sospechoso empresario le ha contratado para que investigue el secuestro de su mujer y su hija. Pero, nada encaja. Edward Lane está dispuesto a pagar. Y Reacher comienza a pensar que está ocultando algo. Algo sucio. Algo repugnante que le llevará a miles de kilómetros de Nueva York y que hubiera preferido no descubrir. Pero ya no podrá detenerse. Irá mucho más lejos de lo que pueda imaginar.
Después de que Lane pague el rescate Reacher descubre que la primera mujer de Lane también fue secuestrada y asesinada. 
Lauren Pauling, La agente del FBI que investigó el caso y que ahora es detective privada sospecha que fue el mismo Lane quien ordenó la muerte de su esposa.
La policía encuentra el cuerpo de un hombre flotando en el Río Hudson, todo el mundo asume que es Taylor, el chofer y guardaespaldas de la mujer y la niña. Dado que los secuestradores no vuelven a dar señales de vida, todos asumen que ambas están muertas.
Tras seguir una pista falsa sobre unos hombres a los que Lane abandonó a su suerte en una prisión de Burkina Faso, Reacher descubre que el cuerpo encontrado en el Hudson no pertenece a Taylor y supone que él fue el secuestrador.
Siguiendo su rastro hasta una aislada granja en Norfolk (Inglaterra) Reacher se da cuenta de su enorme error: la mujer y la niña están vivas, el secuestro fue simulado y Taylor las rescató del mismo destino que corrió la primera mujer de Lane, quien, además de dueño de una empresa contratista de defensa resulta ser un psicópata.
Reacher y Pauling y se unen a Taylor y a su cuñado, pero durante una breve ausencia de Reacher Lane invade junto con sus mercenarios la granja familiar y está a punto de asesinarlos a todos. Reacher deberá darlo todo para liberarlos.

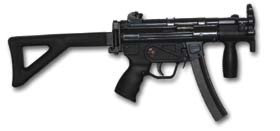
El subfusil MP5K es usado por Reacher en la parte final de la novela.

## Recepción
Library Journal dijo de la novela que en ella Reacher es más humano por sus errores y también por su relación con la veterana detective Pauling. Publishers Weekly destacó la descripción de la atmosfera de Manhattan, llena de amenazas esperando en cada esquina.